# کالبدگشایی (فیلم ۱۹۹۸)
کالبدگشایی (انگلیسی: Postmortem) فیلمی در ژانر جنایی و درام به کارگردانی آلبرت پایون است که در سال ۱۹۹۸ منتشر شد. از بازیگران آن می‌توان به چارلی شین، ایوانا ملیسویک و استیون مک‌کول اشاره کرد.